# Thatbyinnyu
El Thatbyinnyu es un templo budista en Bagan, Birmania de unos 66 metros de alto. Está próximo al Templo de Ananda y lo mandó construir el rey Alaungsithu en 1944 .
Sufrió graves daños en los terremotos de 1975 y 2016, y se espera que las obras de retauración comiencen en 2028.